# Control (marca)

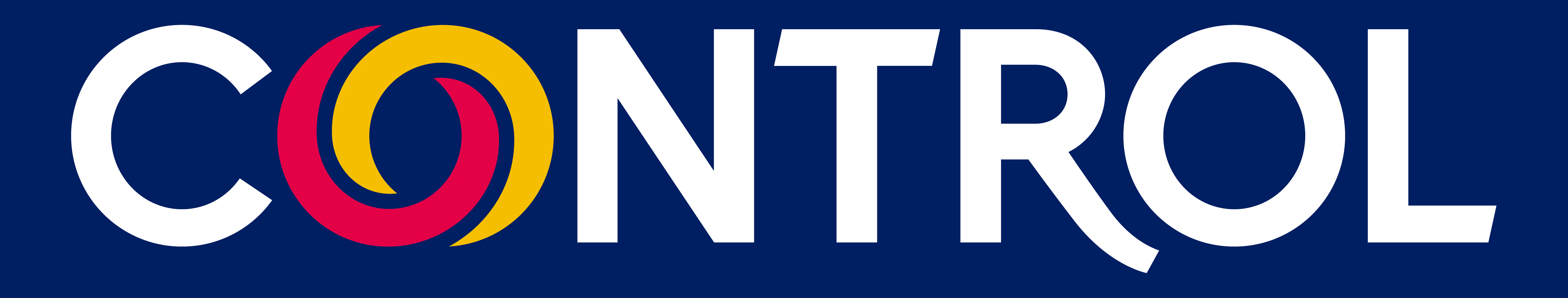
Logotipo de la marca de preservativos Control.

Control es una marca con alcance internacional dedicada a la fabricación productos de ámbito sexual entre los que destacan preservativos y lubricantes. Propiedad original de la multinacional Artsana, en octubre de 2023, Control es adquirida por la empresa LifeStyles Condoms, propiedad del fondo americano Linden Capital Partners.

## Historia
Control surge en 1977 en el municipio de Grandate, en Como, Italia. La marca es fundada por Artsana; empresa dedicada a la fabricación de productos médicos y de higiene para farmacias. Actualmente, Control tiene presencia en 19 países, con especial incidencia en el mediterráneo europeo, América Latina y Medio Oriente.
Control abarca productos como una variedad de preservativos con y sin látex, lubricantes, geles y juguetes sexuales. También ofrece contenidos divulgativo sobre sexo y salud sexual bajo el nombre Sexpert. Los eslóganes Feel make feel y #LoveAsYouAre están también asociados a la marca.